# Taulero Zulberti
Taulero Zulberti (Tione, 9 luglio 1896 – Trento, 2 agosto 1980) è stato un giornalista, scrittore, traduttore poeta e commediografo italiano.

## Biografia
Discendente di una famiglia di giuristi operanti nell’amministrazione della giustizia dei Tribunali austriaci a Tione, Borgo, Buchenwald (Livinallongo), Civezzano e Trento nei distretti dell’Alto Adige Sud Tirolo quando erano sotto il dominio austriaco, compie la sua formazione presso il Liceo Ginnasio di Trento e dopo gli anni della prima Guerra Mondiale con l’annessione all’Italia, nel 1919 a Milano ottiene, grazie alla padronanza del tedesco, il titolo di professore di lingue straniere. L'anno successivo a Pavia, si laurea in Giurisprudenza con Arrigo Solmi discutendo la tesi in storia del diritto italiano dedicata ai codici del giurista trentino Francesco Vigilio Barbacovi (1738-1825).
Reduce giovanissimo dalla redazione de «Il Popolo» di Cesare Battisti, inizia la sua carriera giornalistica come inviato negli ex territori asburgici, per «La Libertà», rivista che aveva trasferito a Trento la redazione dopo essere stata fondata a Milano durante la guerra dal conterraneo giudicariese Luigi Granello. Nel 1921 si sposta a Merano dove fonda la rivista in lingua tedesca «Südland», e più tardi nel 1922, il prestigioso mensile «Il Brennero». Due riviste che intendevano ricucire lo strappo tra l’etnia italiana e quella di lingua tedesca, accogliendo interventi di scrittori mitteleuropei, ma che furono chiuse alla fine del 1923 quando inizia la lunga collaborazione con «Il Resto del Carlino» prima presso la sede di Verona, poi di Bologna e infine dal 1930 al 1944 come corrispondente da Berlino.

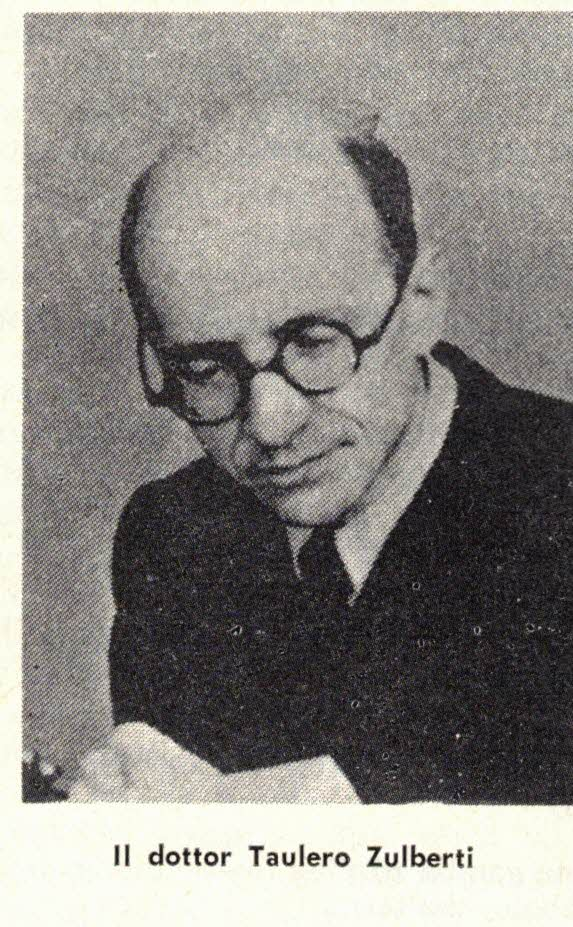
Taulero Zulberti su rivista "Bel Trentino" 1974

Alla fine della guerra nel luglio del 1945 diviene condirettore di «Liberazione Nazionale», il giornale del Comitato di Liberazione Nazionale, come esponente del Partito d’Azione di Piero Calamandrei e successivamente del «Corriere Tridentino». Dal 1950, diventa direttore dell’«Alto Adige», voluto direttamente da Alcide De Gasperi, per affrontare il rapporto tra le due comunità e l’applicazione del nuovo stato di Autonomia regionale.
Nel 1958 a Milano entra nella redazione del «Corriere della Sera» nella redazione esteri e qui condivide l’ufficio con Eugenio Montale che lo ricorderà nel suo discorso tenuto alla premiazione del Nobel a Stoccolma nel 1975. Uscito dal Corriere nel 1968 negli ultimi anni torna a Trento dove scrive romanzi come Le risorse di un coniglio, saggi e racconti autobiografici.
La vita sociale a Trento in quegli anni lo vede far parte nel 1971 della giuria del Premio ITAS insieme ad Aldo Luzzati e Marco Pola mentre l’anno seguente, l’associazione del circolo culturale «Fratelli Bronzetti» nella riunione del 28 aprile, lo premia con il «Drappo di San Virgilio». Nel 1974, all’età di settantotto anni, è infine ammesso nell’Accademia Roveretana degli Agiati.
Il ricordo, che nel novembre 1975 gli dedica Eugenio Montale di fronte alla platea internazionale del Premio Nobel di Stoccolma, rimane pertanto l’ultimo ma anche il più importante prima dell’oblio, rievocando anche le passate relazione politiche intrecciate con lo stesso Pietro Calamandrei.
La morte di Taulero nell’agosto del 1980 è ripresa solo da due brevi necrologi comparvero il primo su «Alto Adige» e il secondo sul «Corriere della Sera». Quest’ultimo riportava come già ricordato con una serie d’importanti cenni biografici come quello che ricorda «i delicati incarichi per i nostri servizi segreti nel periodo più rovente dei rapporti tra l’Italia e la Germania».

## Poeta
Esordisce giovanissimo nel 1914 con una raccolta dal titolo Ritorno dove si manifesta l’adesione alle idee irredentistiche e nel 1918 pubblica Sole d’Italia. Il sospetto d’irredentismo gli costa l’espulsione dal liceo e allo scoppio della guerra nel 1915, l’arruolamento nell’esercito austriaco, da cui viene subito trasferito in un campo d’internamento e poi incaricato come infermiere militare sul fronte orientale dove impara anche le lingue slave e la loro letteratura, tra cui l’opera di Franz Kafka che riesce a intervistare dopo la guerra a Merano e Riva del Garda per «il Brennero».

## Romanziere
Nel 1921 esce il suo primo romanzo L’ipocondria di un legionario Trentino, dove emerge tutta la delusione dopo l’annessione all’Italia di un giovane che s’innamora di ragazza meranese di lingua tedesca. 
Nel 1937 esce Esasperazione il romanzo che racconta in modo autobiografico gli anni che vanno dal 1914 al 1918 prima a Trento e poi negli anni di servizio al fronte slavo e infine il ritorno. In questo romanza si respira l’atmosfera irredentistica che avvolgeva la Trento asburgica prima e durante la guerra fino all’entrata delle truppe italiane in città nel Novembre 
Nel 1858 esce Serafino un lungo racconto immaginario che rievoca gli anni giovanili in Valsugana, nelle vesti di un ragazzino, generoso e coraggioso. 
Nel 1965 pubblica Le risorse di un coniglio, dove nella prima parte ristampa emendata Esasperazione, e nella seconda avviene il racconto degli anni berlinesi, i contatti con i gerarchi nazisti e le prime stragi di ebrei in Ucraina. Nel 1974 da alle stampe un lungo racconto dal titolo Una servetta a Milano con protagonista una ragazza trentina che attraversa alcune avventure picaresche al servizio di alcune grandi famiglie tra Lombardia e Veneto.

## Traduttore
La sua conoscenza del tedesco, dal ceko e dallo slavo, gli permette di effettuare una lunga serie di traduzioni tra le quali è da ricordare L’affare Makropulos di Karel Čapek, poi musicata e rappresentata anche al Teatro della Scala. Ha inoltre tradotto un numero enorme di novelle e racconti da varie lingue (tedesco, ceco, russo, ungherese etc.), come hanno già in parte dimostrato i primi lavori di censimento della sterminata produzione dispersa su periodici italiani dell’epoca, che spesso non sono digitalizzati. Tra quelle che lo hanno visto incisivo protagonista vanno senz’altro ricordati la fondazione del “Brennero”, l’assidua collaborazione con “Le opere e i giorni” e i lunghi articoli illustrati sul “Secolo XX”. Di consistenza davvero sorprendente è in particolare l’elenco degli interventi pubblicati sulla rivista “Le opere e i giorni”, dove a partire dall’autunno del 1924 è stato autore di numerosi saggi e traduzioni che spaziano dalla cultura tedesca a quella russa, da quella ungherese a quella ceca, tanto che Zulberti può essere considerato uno degli autori più prolifici in assoluto della rivista. Ma l’elenco potrebbe essere molto lungo, basti pensare a “2 lire di novelle”, dove a partire dal 1926 ha pubblicato numerose traduzioni che spaziano dal russo (in particolare vari testi di Arkadij Timofeevič Averčenko) all’ungherese e al romeno (compresi due numeri “monografici” del 1928).

## Opere

### Poesia
- Ritorno, Scotoni, Trento 1914.
- Il Ritorno. Versi dal volume in preparazione «La guerra» — Trento: Tip. Artistica Tridentina (L. Boccadoro) di G. Moncher, 1915, 16 p., 15 x 21 cm.
- Sole d'Italia. Tridentum, Trento, 1918, p.20.
- Grotteschi atesini, in Poeti delle Venezie. Antologia dei poeti viventi esclusi i dialettali, a cura di Federico Binaghi e Guido Marta, con prefazione di Pompeo Momenti, Venezia: Zanetti, 1926, p. 301-303.

### Romanzi e saggi
- L'ipocondria di un legionario trentino, Disertori Editore, Trento, 1921, p.118.
- Esasperazione, Ismaele Barulli & figlio Editori, Osimo (AN), 1937, p. 390.
- Serafino, ovvero La giornata di un fanciullo innamorato di Gelsomina, Rebellato, Padova, 1958.
- Le risorse di un coniglio, Rebellato, Padova, 1965, p. 356.
- Un matusa a Chianciano, Barulli Editore, Roma, 1971, p. 207.
- Una servetta a Milano, Rebellato, Padova, 1973.

### Traduzioni
- L'affare Makropulos, Karel Čapek, Alpes, Milano, 1926.
- Il monaco Rasputin nelle memorie di una principessa: episodi della tragedia imperiale Russa, Vera P, Bologna, 1926.
- Il fantasma, Gerhart Hauptmann, Cappelli, Bologna, 1928
- Tattica sbagliata, Abonyi Arpad,«Il dramma», A.4, n.33 (1 gennaio 1928), p.42-4.
- Il masseur, Heinrich B. Kranz, «Il dramma», A. 4, n.39, 1 aprile 1928, p.36-7.
- Il liquore dell'amore, Giuseppe Pakòts, «Il dramma», A. 4, n. 48 (15 agosto 1928), p. 43-45.
- Pensione di famiglia, Jenö Heltay, Cappelli, Bologna,1928.
- I conti dell'attrice, Nelly Havas «Il dramma», A.5, n.75, (1 ottobre 1929), p.40-41.
- Donne intelligenti, Nelly Havas, «Il dramma», A.5, n.77 (1 nov 1929), p.40-42.
- Budapest 1930, Nelly Havas, «Il dramma», A.6, n.92 (15 giugno 1930), p. 43-44.
- Diana, Emil Ludwig, Cappelli, Bologna, 1930.
- Dalla corte dei Romanof alle carceri bolsceviche: memorie d'una donna di corte, Anna Vyrubova, Cristofari, Milano,1930.
- Mare tranquillo, Emil Ludwig, Cappelli, Bologna, 1930.

### Teatro
- La camicia di carta. (Scene dall'internamento austriaco). Dramma scritto con Gino Briani, Scotoni e Vitti, Trento, 1919.
- La risata di Serghej, dramma scritto con Aldo Gabrielli, Bologna, 1926.
- La suocera o le ghiandole delle suocere, commedia scritta con Primo Piovesan, 1930.
- Fiori, barufe e “basi”, commedia scritta Eugenio Ferdinando Palmieri, 1929.
- I balconi fioriti, commedia scritta con Eugenio Ferdinando Palmieri, 1930.

### Guide turistiche
- Guida delle stazioni estive balneari climatiche e turistiche de l'Alto Adige, traduzione da Karl Felix Wolff, Ferrari, Bolzano,1923.
- Guida pratica della Val Gardena, traduzione da Karl Felix Wolff, Ferrari, Bolzano, 1924.
- Guida pratica delle Dolomiti, traduzione da Karl Felix Wolff; Ferrari, Bolzano, 1924.
- La Nizza trentina: Arco, «Il Gazzettino» Venezia, (6 aprile 1924), p.5.
- La Val Venosta. «Rivista delle stazioni climatiche e di cura», Arco-Merano, a I, n. 1 (30 gennaio 1930), p.3.
- Paesaggi italiani, «Meridiano di Roma: l'Italia letteraria, artistica, scientifica» Anno III, n. 20 (15 mag.1938), p.5.

### Articoli e saggi
- Il movimento intellettuale in Cecoslovacchia, «Il Secolo XX», Milano, a. XXIII, n. 11, (1 novembre 1924), p. 800-803.
- Karel Čapek, in L'affare Makropulos, Milano, Alpes, 1926, p.1-8.
- La pericolosa nostalgia di due pazzi, «Trentino», rivista della Legione Trentina, Trento, a. III, n. 12, (dicembre 1927), p. 283-284.
- Il viaggio di Turghenieff in Italia, «Trentino», rivista della Legione Trentina, Trento, a. III, n. 12, (dicembre 1927), p. 283-284, poi in «Il Garda», Verona, a III, n. 2, (febbraio 1928), p. 43-46.
- Jenö Heltay, in Pensione di famiglia, Jenö Heltay, Bologna, Cappelli, 1928, p.3-7.
- Un poeta della montagna, «Il Resto del Carlino», (9 febbraio 1929).
- Conrad von Hoetzendorf e l’Italia, in «Le opere e i giorni», a. 7, n. 2 (1. febbraio 1929), Genova.
- Ruderi di quattro dinastie, «Nuova Antologia», Roma, vol. 344, (1 luglio 1929), p. 130.
- Un’ignorata amica fedele di Napoleone I° - «La Lettura» - Rivista del Corriere della Sera, Milano, a XXX, (1930), p. 911-914.
- Discussioni ai margini del film, «L'Italia letteraria: la fiera letteraria», Anno 12, n.36, p.6.
- Il romanzo di Olimpia, «L'Italia letteraria: la fiera letteraria», settimanale di scienze, lettere ed arti, A.12, n.40, (25 ott.1936), p.1.
- I Bolscevici battuti ad est di Kharkov, «Il Resto del Carlino», Giugno 1942
- Le forze di Timocenko in rotta, «Il Resto del Carlino», Agosto 1942.
- Le risorse di Cisano, (Tratto dal romanzo: Odio), «Il Brennero», Trento, a XXII, n. 188, (10 agosto 1943), p. 3.
- Federico Nietzsche musicista, «Il Brennero», Trento, a. XXII, n. 202, (24 agosto 1943), p. 9.
- Possibilità d'intesa, «Alto Adige», Trento, (18 dicembre 1949), p. 1.
- Edward Munch, «Alto Adige», Trento, (27 dicembre 1949), p. 3.
- Maria Teresa e Federico il Grande. «Alto Adige», Trento, (1 gennaio 1950), p. 3.
- Spengler, forse redivivo, «Alto Adige», Trento, (gennaio 1950), p. 5.
- I liberali inglesi, decisamente alla riscossa, «Alto Adige», Trento, (19 gennaio 1950), p. 1.
- Le piacevoli fantasie di un inventore dimenticato. (Konrad Kyeser) il primo ingegnere militare tedesco, «Alto Adige», Trento, (6 marzo 1950), p. 3.
- Talleyrand riabilitato, «Alto Adige», Trento, (30 marzo 1950), p. 3.
- L'anti Stalin, «Alto Adige», Trento, (8 aprile 1950), p. 1.
- Alla conquista dei mercati tirolesi i vini pregiati delle valli trentine, «Alto Adige», Trento, (3 maggio 1950), p. 1.
- Una folle galoppata verso il circolo artistico, numero speciale «Il Trentino» dedicato a Bolzano, Milano: Ghezzi, 1954, p. 75.
- Disertori, «Selezione Regionale», III, Dicembre 1961 - Novembre 1962 estratto Temi, Trento 1963.
- Professori trentini di altri tempi, «Bel Trentino», Milano, a. VIII, n. 19, (giugno 1974), p.38.
- Le vicende dell’«Unione», «Bel Trentino», Milano, a. VIII, n. 19, (giugno 1974), p.2.
- Medici trentini: i Pergher, «Bel Trentino», Milano, a. VIII, n. 21, (dicembre 1974), p.20-21.
- L’arpa di David, Fidelius, «Bel Trentino», Milano, a. VIII, n. 21, (dicembre 1974), p.54.
- Incontri: Kafka a Merano e Riva, «Bel Trentino», Milano, a. IX, n. 23, (giugno 1975), p.28.
- Modesto Lunelli, «Calavino e la sua Pieve», Fidelius, «Bel Trentino», Milano, a. IX, n. 23, (giugno 1975), p.54.
- Rilke scrisse i primi versi sulle rive del Lago di Garda, «Il Bel Trentino», Milano, a.IX, n. 24-25, (sett.-dic. 1975) p. 42-43.

## Collaborazioni principali
- «Il Popolo», quotidiano, Trento, (1913-1914)
- «La Libertà», rivista, Trento, (1919-1920)
- «Il Brennero», rivista, Merano, (1921-2923)
- «Le opere e i Giorni», rivista, Milano, (1923-1930)
- «Il Resto del Carlino», quotidiano, Bologna, (1924-1943)
- «Il Dramma», rivista, Torino, (1928-1930)
- «Libertà Nazionale», Trento, (1945-1946)
- «Corriere Tridentino», Trento, (1946-1949)
- «Alto Adige», quotidiano, Bolzano, (1950-1954)
- «Corriere della Sera», (1958-1965)
- «Il Bel Trentino», rivista, Milano, (1974-1975)

## Saggi biografici
- B. Trupia – M. Antolini, Taulero Zulberti. Spiccata figura di giudicariese e scrittore, «Judicaria», 14, 1990, p.15-24.
- M. Zulberti, La poetica dell’ermetismo e la guerra. Tra Giuseppe Ungaretti e Mario Luzi. Notizie inedite su Montale e Taulero Zulberti, «Judicaria», n. 43, aprile 2000.
- M. Zulberti, Un poeta irredento. Taulero Zulberti, CSJ – Centro Studi Judicaria, Trento, 2023.

## Recensioni
- Teglio, Esasperazione, Il romanzo degli irredenti trentini arruolati nell’Esercito austriaco, 1 maggio 1937.
- G. Donini, Zulberti, Gennaio 1938.
- Taulero Zulberti, in Dizionario degli Italiani d’oggi, Roma, Cenacolo, 1940, p. 1006.
- L. Fiumi, Un apostolo dal mistico nome vuole fratelli italiani e tedeschi, «Corriere Trapanese», 14 agosto 1950, p.3-5.
- Geraldini, Drammatiche accuse alla Zar Nicola II. Smentite da un ex-ufficiale della Guardia. «Corriere della Sera», 25 Ottobre 1957.
- V. A., Romanzi brevi, «Corriere della sera», 3 Luglio 1958. Recensione a Serafino.
- G. Zanelli, Una cronaca romanzata di Zulberti. «Resto del Carlino», Bologna, 15 ottobre 1965.
- G. Santini, Un arguto romanzo dello scrittore giornalista trentino Taulero Zulberti, «Adige», 1984.
- L. De Gasperi, Taulero Zulberti, in «Annuario dell’Accademia del «Buonconsiglio», 1976, pp. 36-37.
- F. Trentini, Taulero Zulberti, in «AGIATI», a. 234 (1984), s. VI, v. 24 B, pp. 214-215.
- S. Benvenuti, Il fascismo delle origini nella Venezia Tridentina, p. 122, Profilo del socio. Zulberti fu giornalista, scrittore e poeta, fecondissimo traduttore dal tedesco e dal ceko (ad esempio delle poesie di Brecht e Kafka), nonché autore di teatro, in Il poeta e il professore. Carteggio S. Baganzani-L. Fiumi 1914-1949.
- G. Volpato, Verona, Agorà, 1996, p. 83 (alla figura di Zulberti è dedicata la nota.